# 마이클 두카키스
마이클 스탠리 두카키스(영어: Michael Stanley Dukakis, 1933년 11월 3일 ~ )는 미국의 민주당 정치인으로 1975년부터 1979년까지, 그리고 1983년부터 1991년까지 각각 65대와 67대 매사추세츠주지사를 지냈다. 배우 올림피아 두카키스는 그의 사촌누나였다. 그는 미국 역사상 두번째 그리스계 미국인이자 주의 역사상 장기적으로 지낸 주지사이다. 주지사로서 두카키스의 첫 재직 기간은 전진하는 금융 위기와 세율 사이의 균형을 깨뜨리는 실수에 의해 손상되었다. 그는 또한 사형에 대한 자신의 의견으로 비판을 받기도 하였다. 이 일은 후속의 재선에 그의 패배로 이끌었다. 하지만 두카키스는 1982년 주지사 예비 선거에 반등하여 "매사추세츠주의 기적"으로서 일반적으로 불린 기간에 주재하였다. 그는 1988년 미국 대통령 선거에서 자신의 입찰을 잃었다. 그는 또한 주지사의 직위를 위한 재선을 위한 선거 운동을 멀리하였다. 두카키스는 자신의 정치 경력의 종말 후에 몇몇의 학문적 기관과 대학들과 함께 일하였으며 다수의 책들을 저서하기도 하였다.

## 어린 시절
매사추세츠주 브루클라인에서 그리스 계통의 부모에게 태어났으며 그의 부친 파노스 (1896 ~ 1976)는 레스보스섬에서 온 그리스 이민자이며 모친 에우데르페 부키스는 아로마니아 그리스인이었다.
두카키스는 우등생이었으며 브루클라인 고등학교를 위하여 농구, 야구, 테니스와 크로스컨트리 팀들을 위하여 활약하였다. 17세의 나이에 그는 보스턴 마라톤을 달렸다. 그는 1955년 스와스모어 대학교로부터 정치학에서 학위와 함께 졸업하였다.
두카키스는 하버드 로스쿨로부터 제공을 거절하고 대신 육군에 입대하였다.

## 군사 경력

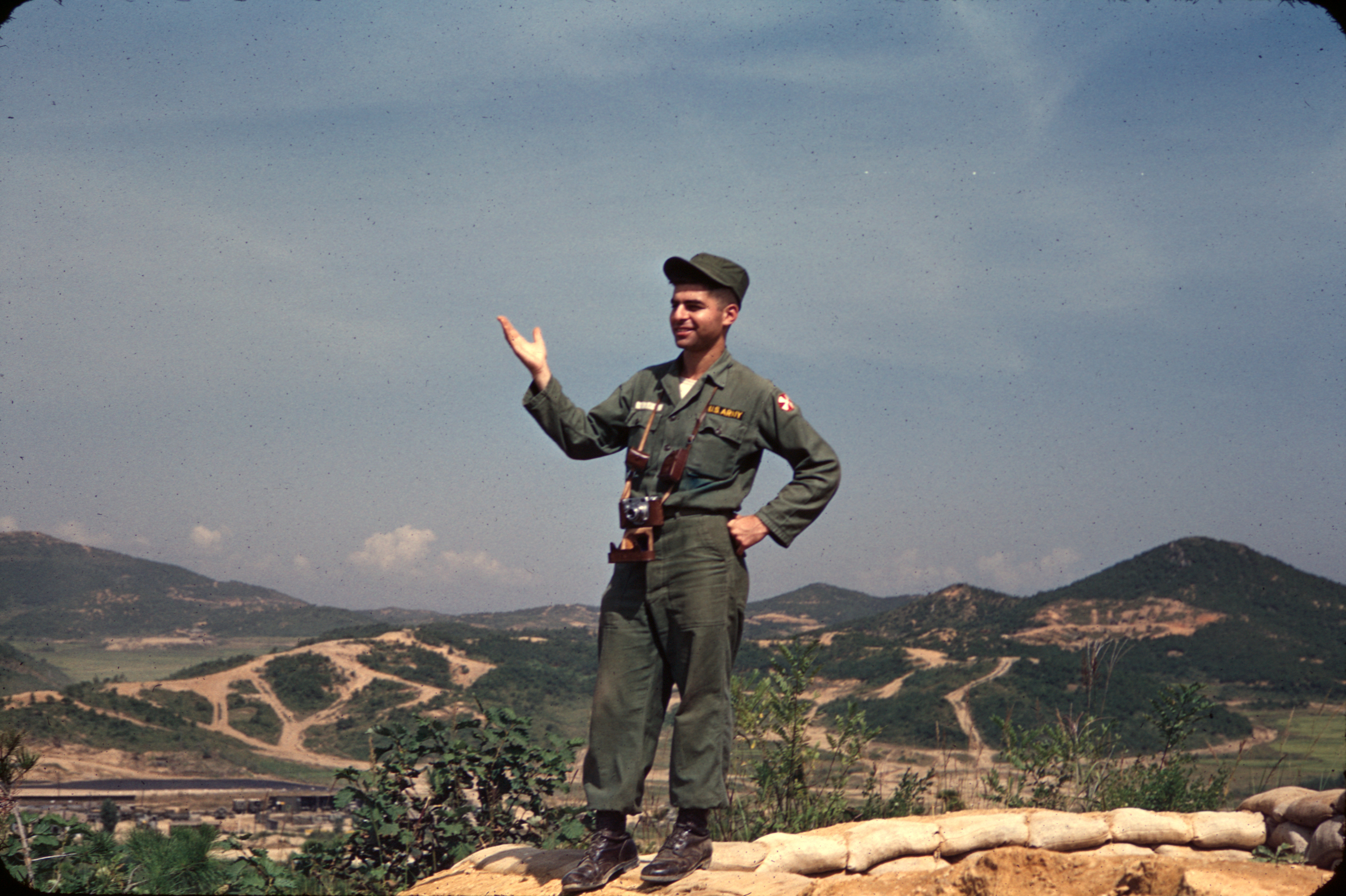
주한미군 시절의 두카키스 (1956년 문산리 기지에서)

두카키스는 포트딕스에서 훈련을 받고 후에 캠프고든으로 옮겨졌다. 그는 유엔사령부 군사정전위원회의 사절단의 일부로서 대한민국 문산리에서 배치되었을 때 행정 부대에서 무전 기사로 일하였다.
1957년 제대한 두카키스는 하버드 로스쿨에서 자신의 학업을 재개하였고 1960년 법무박사를 받았다.
"보이스카웃 아메리카 연맹"의 일원으로서 두카키스는 저명 이글 스카웃 상을 받았다.

## 정치 경력

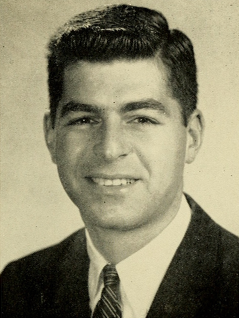
매사추세츠주 연방하원으로서 두카키스의 공식 사진

브루클라인에서 "마을 회의"의 일원이 된 두카키스는 1962년부터 1970년 사이에 4번이나 매사추세츠주 연방 하원의원을 지냈다.
1966년 매사추세츠주 지방 검사를 위하여, 그리고 1970년 민주당원으로서 부지사를 위한 자신의 입찰을 잃었다.
그는 자신의 법률 관행을 재개하여 로펌 "힐 앤드 발로"의 파트너가 되었다. 그는 1960년부터 1974년까지 로펌에 봉사하였다. 그동안 1971년부터 1973년까지 그는 또한 텔레비전 네트워크 〈The Advocates〉를 위한 사회자로 일하기도 하였다.

## 매사추세츠 주지사

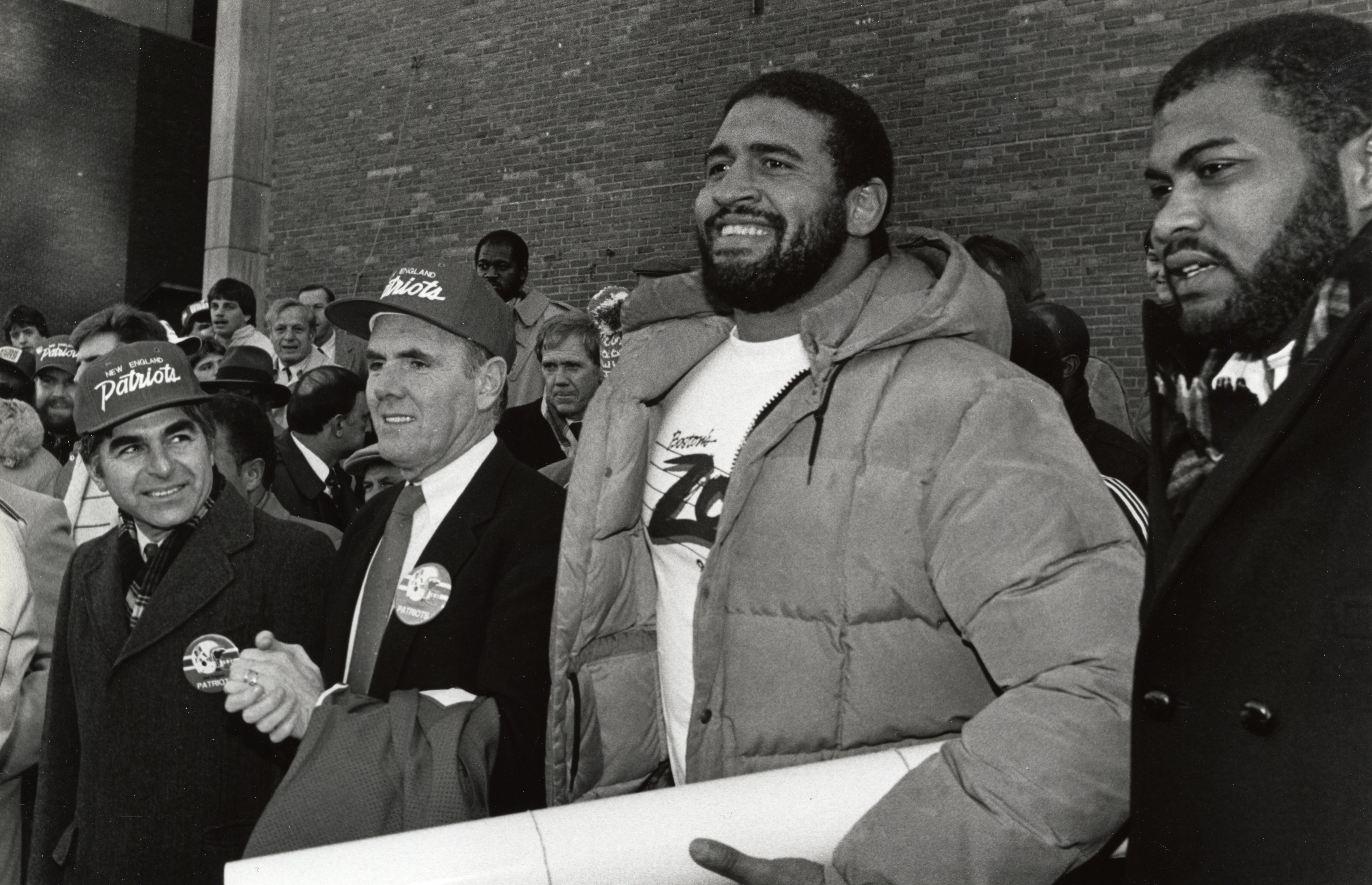
뉴잉글랜드 패트리어츠의 선수들과 함께 한 두카키스 주지사와 레이몬드 플린 보스턴 시장 (1985년)

1974년 11월 두카키스는 주지사 선거에서 현직 주지사 프랜시스 W. 사전트를 꺾었다. 그는 금융 위기의 시기 동안 65대 매사추세츠주지사로서 자신의 임무들을 재개하였다. 그의 캠페인 의제는 새로운 세금을 부과하지 않고 재정 위기를 균형을 이루는 것을 포함하였다. 하지만 그는 1975년 1월 직무를 재개한 후 자신의 약속을 지키지 않았다.
자신의 첫 기간에 두카키스는 21명의 1급 살인자와 23명의 2급 살인자들의 선고들을 완화하였다. 1977년 그는 살인죄로 고발된 이탈리아계 미국인 무정부주의자 사코와 반제티의 논란의 여지가 있는 신념을 뒤집었다.
그의 첫 기간은 또한 금융 위기를 균형잡는 것에 자신의 비효율에 의하여 손상되었다. 그러므로 그는 매출 증대와 재산 세율로 비판을 향하였다. 또한 그는 정치 후원 직원들을 도운 "수도권 위원회"의 권한과 권력들을 취소하는 데 실패하기도 하였다. 수도권 위원회는 분명히 입법에서 그 영향력을 이용하였다. 두카키스는 수도원 위원회가 자신의 1978년 주지사 예비 선거 운동을 지지하는 데 거부하면서 결과에 직면하였다.
두카키스는 에드워드 J. 킹에게 선거를 패하였고, 65대 매사추세츠주지사로서 그의 재직 기간은 1979년 1월 4일에 끝났다. 그러고나서 그는 1982년까지 하버드 대학교의 존 F. 케네디 정부 학교에서 강사와 국장을 지냈다. 두카키스의 첫 저서 《주와 도시들 : 매사추세츠주의 경험》이 1980년 1월에 출간되었다.
민주당과 수도권 위원회와 화해한 후, 두카키스는 1982년 매사추세츠주지사를 위한 자신의 선거 입후보를 발표하였고 민주당 예비 선거에서 킹을 꺾었다. 그는 11월 주지사 선거를 이겨 공화당 상대 후보 존 윈스롭 시어스를 꺾었다.
그는 1983년 1월 6일 67대 주지사로서 자신의 임무들을 재개하였다. 그의 재직 기간은 자신에게 기술 관료의 태그를 얻게 한 기술의 붐을 목격하였다. 1986년 "국립 주지사 협회"는 두카키스를 가장 효과적인 주지사로 임명하였다.
1986년 6월 그의 두번째 저서 《수익 집행, 조세 사면과 연방 적자》가 출간되었다.

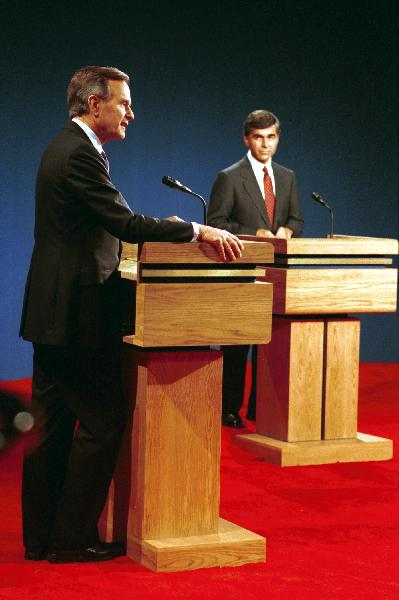
1988년 로스앤젤레스에서 부시 부통령과 토론하는 두카키스

1987년 4월 두카키스는 1988년 미국 대통령 선거를 위하여 자신의 입후보를 발표하였고, 이어진 해에 그는 로이드 벤슨을 자신의 러닝메이트로 임명하였다.
자신의 경제 조언자 로자베스 모스 캔터와 더불어 그는 1988년 2월에 나온 《미래를 창조 : 매사추세츠주의 복귀와 미국을 위한 그 약속》을 저서하였다. 그 책은 그에게 대통령 선거 운동을 흥행하는 도움을 준 일반적으로 불린 "매사추세츠주의 기적"으로서 경제 성장의 시기 동안 그의 재직 기간을 기록하였다.
불행하게도 선거 운동은 그의 정신적 건강 문제와 그의 과거 치료 같은 몇몇의 요인들에 의하여 망가졌다. 로널드 레이건 대통령은 그를 "무효"라고 불렀다. 비슷하게도 탱크에서 그의 논쟁적인 사진과 사형에 대한 그의 입장과 학교에서의 충성 서약도 또한 이 선거 운동에 영향을 끼쳤다.
그해 7월 두카키스는 애틀랜타에서 열린 민주당 전당 대회에서 대통령의 직위를 위하여 후보로 지명되었다. 그는 "뉴잉글랜드 주지사 회의"와 "민주당 주지사 협회"의 의장으로 임명되었다.
11월 그는 조지 H. W. 부시에게 대통령 선거를 패하였다. 자신이 잘 시작하였어도 마저 매사추세츠주지사로서 두카키스의 마지막 2개의 기간들은 금융 위기를 회복하는 데 자신의 연마 정책들의 이유로 가장 비성공적이었다. 그의 기간은 1991년에 끝났고 그는 재선을 추구하지 않았다.

## 이후의 세월
그는 암트랙의 이사회와 로욜라 메리마운트 대학교에서 방문 교수를 지내왔다. 두카키스는 또한 "차세대 주두권" 리더십 프로그램의 창립 회원이자 "이슈원"의 개혁 간부회의의 회원이다.
그는 폴 사이먼과 함께 《어떻게 정계에 들어가나와 왜 : 독자》를 저서하였으며 그 책은 2000년에 출간되었다.
2009년 두카키스는 테드 케네디의 사망 후에 미국 상원에서 공석을 채우는 데 잠재적 후보로서 공고되었다. 그는 폴 커크에게 후보 지명을 패하였다.
그는 존 H. 포츠와 함께 《공동 부문에서 리더-매니저 결과들을 위한 관리》를 공동 저서하였으며 2010년 7월 9일에 출간되었다.
2012년 두카키스는 엘리자베스 워런의 상원 선거 운동을 지지하였다.

## 수상과 영예
2007년 4월 27일 두카키스는 그리스 아테네에서 "명예의 메달"을 받았다. 이어진 해 11월 노스이스턴 대학교는 그와 그의 부인에게 그들의 이름을 딴 "도시와 지방 정책 센터"에 의하여 그들을 영예하였다.

## 개인 생활
두카키스는 캐서린 (키티) 딕슨과 결혼하여 3명의 자녀들 - 존, 앤드리아와 카라를 두었다. 그들은 출생한지 얼마 안되어 곧 사망한 4번째 자식을 가졌다.

## 역대 선거 결과
| 선거명      | 직책명            | 대수 | 정당   | 득표율 | 득표수               | 결과 | 당락                   |
| ----------- | ----------------- | ---- | ------ | ------ | -------------------- | ---- | ---------------------- |
| 1970년 선거 | 매사추세츠 부지사 | 64대 | 민주당 | 42.81% | 799,269표            | 2위  | 낙선                   |
| 1974년 선거 | 매사추세츠 주지사 | 65대 | 민주당 | 53.50% | 992,284표            | 1위  | 매사추세츠 주지사 당선 |
| 1982년 선거 | 매사추세츠 주지사 | 67대 | 민주당 | 59.46% | 1,219,109표          | 1위  | 매사추세츠 주지사 당선 |
| 1986년 선거 | 매사추세츠 주지사 | 67대 | 민주당 | 68.75% | 1,157,786표          | 1위  | 매사추세츠 주지사 당선 |
| 1988년 선거 | 미국의 대통령     | 41대 | 민주당 | 45.65% | 41,809,485표 (111명) | 2위  | 낙선                   |